# Khazarabad-e Atemadi
Khazarabad-e Atemadi (em persa: خضراباداعتمادي, também romanizada como Khaẕarābād-e Āʿtemādī; também conhecida como Khaţarābād, Khatrābād e Khaẕarābād) é uma aldeia do distrito rural de Esfandar, no condado de Abarkuh, na província de Yazd, Irã.